# Allodiaptomus satanas
Allodiaptomus satanas một loài giáp xác trong họ Diaptomidae. Chúng là loài đặc hữu của Ấn Độ.